# Симеон Янков (футболист)
Симеон Янков е български футболист, ляв защитник. Играе в Левски (София) 15 сезона – от 1915 г. до 1935 г. Играе в повече от 85 шампионатни мача за „сините“, над 49 международни мача и над 64 други срещи. Става шампион на столицата 4 пъти(1923, 1924, 1925, 1929 г.) и носител на Купата „Улпия Сердика“ – също 4 пъти(1926, 1930, 1931, 1932). Взема участие и в 4 мача за националния тим на България, включително и в единствената среща на „Лъвовете“ от Олимпийските игри в Париж през 1924 – срещу Ирландия(0:1).
Янков е един от основните играчи на Левски в периода 1921-1929 г. – отборът, донесъл първите по-значими успехи в историята на клуба. След 1935 г. е дългогодишен деятел на дружеството. По професия е банков чиновник.